# Kotor
Pour les articles homonymes, voir Kotor (Mrkonjić Grad) et Star Wars: Knights of the Old Republic.
Kotor (en monténégrin Котор et en italien Cattaro) est une ville et une municipalité du Monténégro. En 2011 la municipalité comptait 22 601 habitants.
La vieille ville de Kotor, entourée d’une impressionnante muraille de défense, est particulièrement bien préservée et classée. La région historico-culturelle et naturelle de Kotor figure sur la liste du patrimoine mondial de l'UNESCO. Entre 1420 et 1797, Kotor et ses environs dépendaient de Venise. Cette influence vénitienne se remarque particulièrement dans la structure et l’architecture de la ville. 
C’est à la suite du tremblement de terre intervenu le 15 avril 1979 que l’UNESCO se décida à faire entrer la ville et le site au sein de la liste des monuments et sites classés. Depuis quelques années, Kotor a vu croître sensiblement le nombre de touristes (Dubrovnik ne se trouve qu’à une centaine de kilomètres), attirés à la fois par les bouches de Kotor et par la vieille ville elle-même.

## Géographie

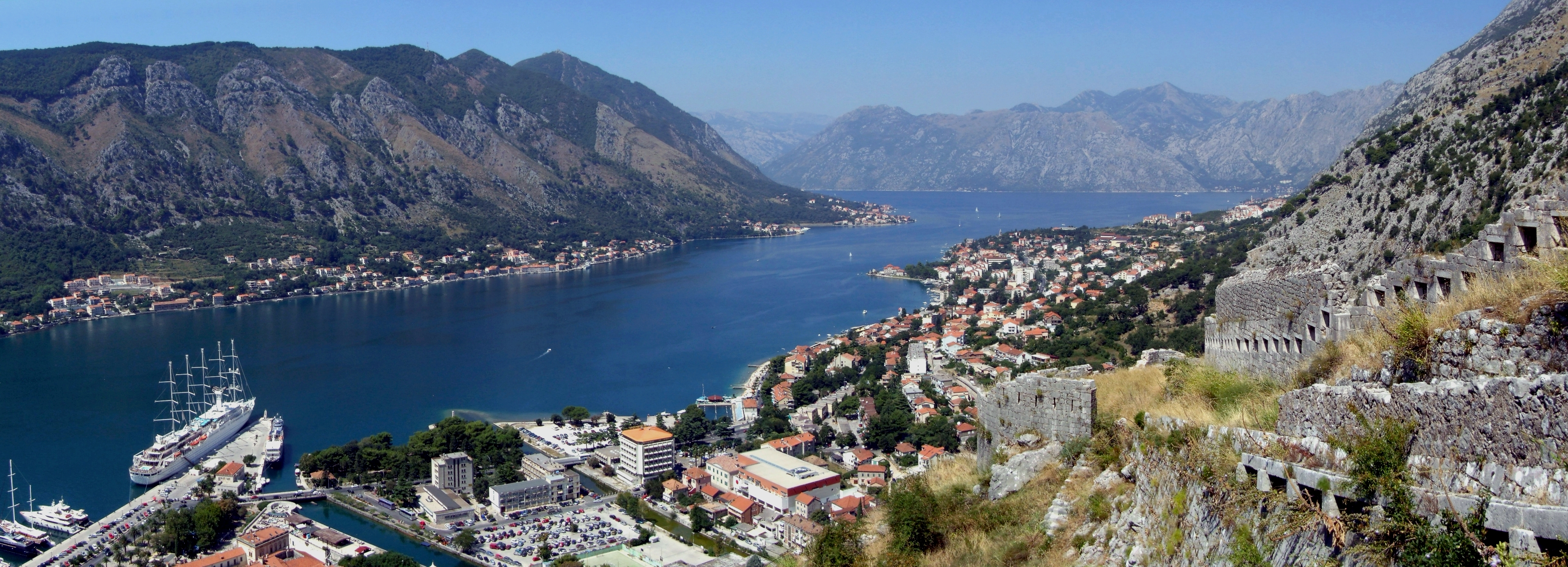
Kotor et les bouches de Kotor.

### Situation
La ville se trouve adossée à un pic rocheux au fond des bouches de Kotor (Boka Kotorska) et en bord de mer Adriatique. Bien que la ville soit d’une superficie réduite, les murs d’enceinte, récemment restaurés, ont une longueur totale de 4,5 kilomètres, pour une hauteur de 15 mètres et jusqu’à 20 mètres de largeur. En effet, ces murailles s’élèvent jusqu’au bastion Saint-Jean, situé à une altitude de 280 mètres au-dessus de la ville et du niveau de la mer. 
Contrairement à ce qui est parfois dit, les bouches de Kotor ne sont pas le fjord le plus méridional d'Europe car les glaciers ne sont pas venus aussi bas. Elles ont pour origine un canyon rempli d'eau de mer. Aux deux extrémités des bouches, les montagnes de Lovcen et Orjen (1 894 m) constituent un ensemble naturel délimitant la ville et sa baie.

## Histoire

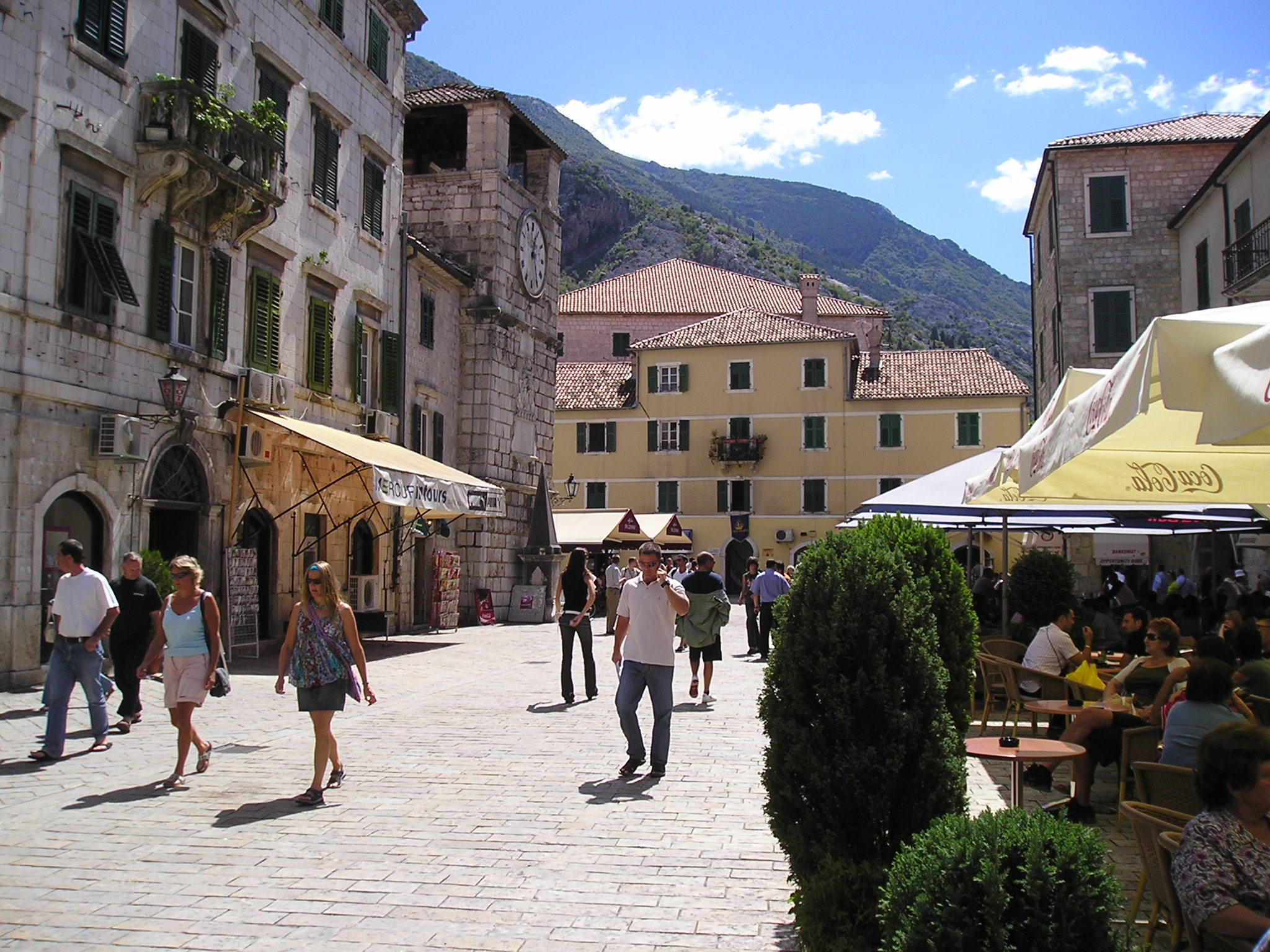
Vieille ville de Kotor.

Les premiers habitants de la région furent les Illyriens. Kotor fut fondée à l’époque de la République romaine, connue sous le nom d’Acruvium, et intégrée à la province romaine de Dalmatie. Ascrivium ou Ascruvium fut mentionnée pour la première fois en -168.
Kotor fut fortifiée dès le haut Moyen Âge, quand l’Empereur Justinien construisit une forteresse surplombant Ascrivium en l’an 535, après avoir expulsé les Goths de la région, et une seconde ville fut sans doute développée dans les hauteurs proches, car Constantin Porphyrogénète, au Xe siècle, évoque le bas-Cattaro. La ville fut pillée par les Sarrasins en 840.
En 1002, les Bulgares pillèrent la ville, qui fut cédée à la Serbie par le Tsar bulgare Samuel. La ville se révolta avec l’aide de Raguse, et ne fut soumise qu’en 1184, en tant que ville libre, réussissant à conserver ses institutions républicaines, ainsi que le droit de conclure des traités et de déclarer la guerre. Elle était siège épiscopal, et au cours du XIIIe siècle, des monastères dominicains et franciscains furent fondés pour contrer le Bogomilisme.
A la fin de l'année 1241, la ville est détruite des suites des avancées mongoles en Europe. 
Au XIVe siècle, le commerce à Cattaro, comme la ville était à l’époque nommée, était en concurrence avec celui de Raguse et provoqua la jalousie de Venise. La chute de la Serbie en 1389 laissa la ville sans protecteur, et après avoir été disputée tour à tour par Venise et la Hongrie, elle passa durablement sous domination vénitienne en 1420.
Kotor fut assiégée par les Turcs en 1538 et 1657, touchée par la peste en 1572 et quasiment détruite par des tremblements de terre en 1563 et 1667. Selon les termes du traité de Campo Formio en 1797, la ville passa sous domination autrichienne. Mais en 1805, de par le traité de Presbourg, elle fut attribuée à l’Italie et annexée en 1810 par le Premier Empire français.

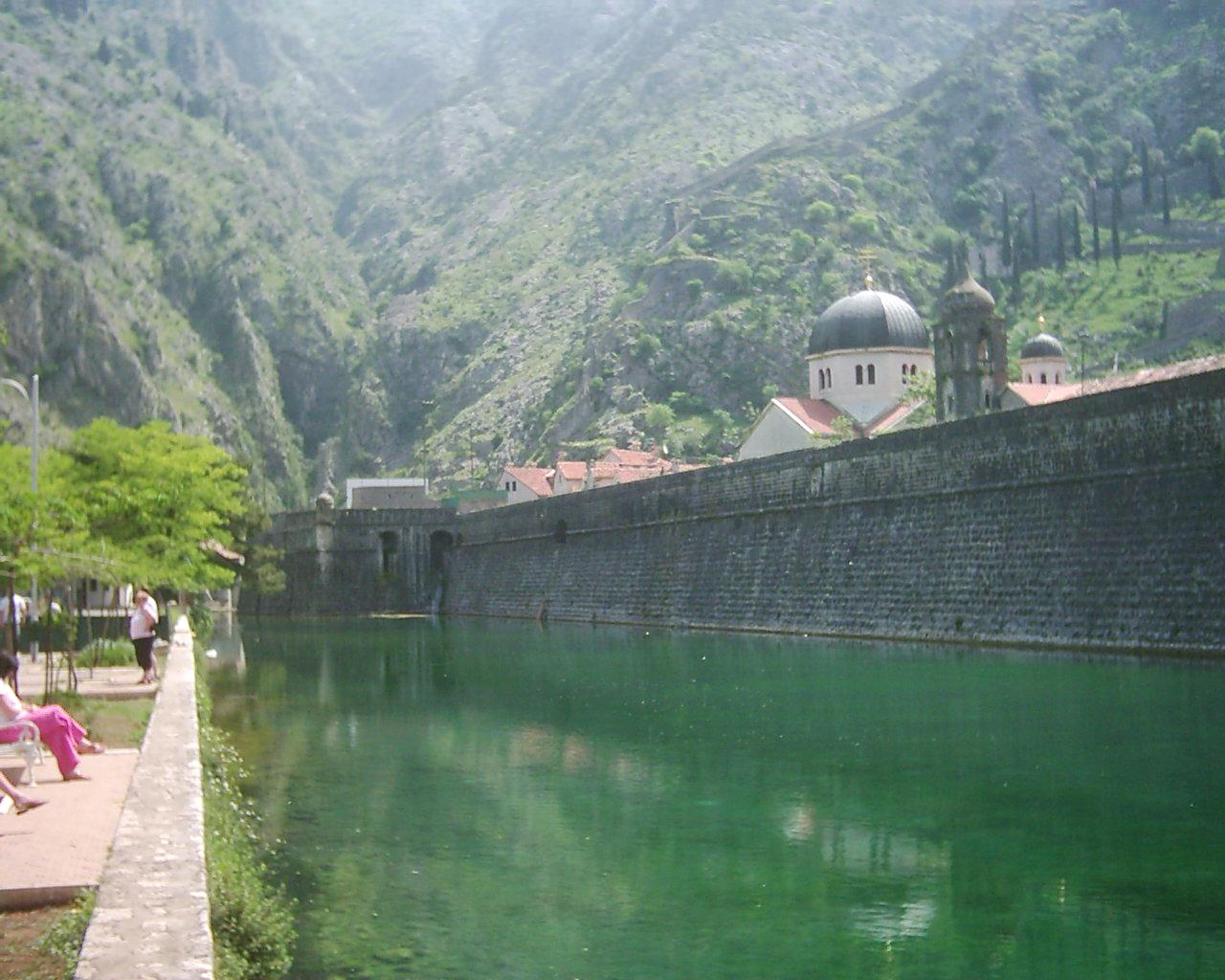
Murailles de Kotor.

En 1814, la ville fut rendue à l’Autriche par le congrès de Vienne. La conscription, imposée puis abandonnée en 1869 pour être finalement imposée en  1881, amena deux révoltes de la part des habitants des montagnes Krivošije au-dessous de l'Orjen, au cours desquelles Kotor fut le centre des opérations autrichiennes.
Pendant la Première Guerre mondiale, Cattaro fut le théâtre de plusieurs batailles importantes entre le Monténégro et l’Autriche-Hongrie. Après 1918, la ville, appelée dès lors Kotor, fut intégrée à la Yougoslavie et après 1945 au sein de la République socialiste du Monténégro.
Jusqu’au début du XXe siècle, les Croates catholiques constituaient la majorité de la population de Kotor et des autres localités des bouches de Kotor, alors que la population monténégrine orthodoxe était plus réduite. Ces derniers constituent cependant désormais la majorité de la population. Voir aussi : Bokelji (de).
De façon plus anecdotique, l'écrivain français Pierre Loti fait référence à Kotor (qu'il nomme Cattaro) et à sa baie dans deux courtes nouvelles sur le Monténégro publiées en 1882 : Pasquala Ivanovitch (sorte d'Aziyadé transposé dans le monde slave avec le thème récurrent de l'amour qui doit prendre fin avec le retour du narrateur dans sa mère patrie) ainsi que dans le Voyage de quatre officiers au Monténégro, où Loti aborde déjà le thème de l'exotisme en dépeignant avec un talent extrême un paysage à la fois menaçant et fascinant.

## Localités de la municipalité de Kotor

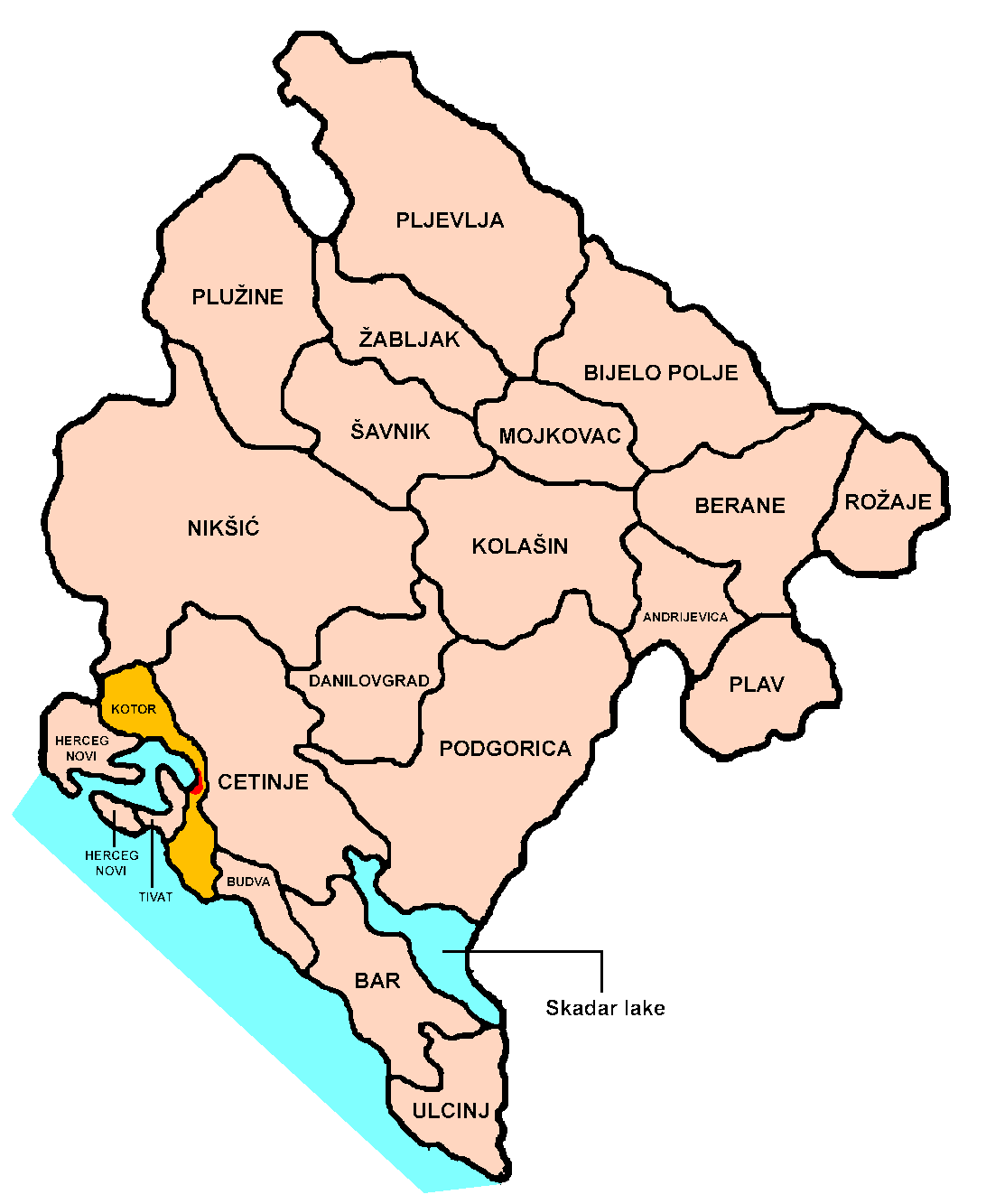
La municipalité de Kotor.

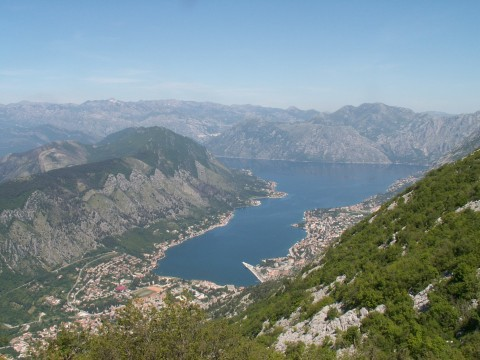
Kotor et sa baie.

La municipalité de Kotor compte 56 localités :
| - Bigova - Bratešići - Bunovići - Veliki Zalazi - Višnjeva - Vranovići - Glavati - Glavatičići - Gornji Morinj - Gornji Orahovac - Gornji Stoliv - Gorovići - Dobrota - Donji Morinj - Donji Orahovac | - Donji Stoliv - Dragalj - Dražin Vrt - Dub - Zagora - Zvečava - Kavač - Knežlaz - Kovači - Kolužunj - Kostanjica - Kotor - Krimovica - Kubasi - Lastva Grbaljska | - Ledenice - Lipci - Lješevići - Mali Zalazi - Malov Do - Mirac - Muo - Nalježići - Pelinovo - Perast - Pištet - Pobrđe - Prijeradi - Prčanj - Radanovići | - Risan - Strp - Sutvara - Trešnjica - Ukropci - Unijerina - Han - Čavori - Šišići - Škaljari - Špiljari |

## Démographie

### Ville

#### Évolution historique de la population dans la ville
| 1948 | 1953 | 1961  | 1971  | 1981  | 1991  | 2003  |
| ---- | ---- | ----- | ----- | ----- | ----- | ----- |
| 871  | 950  | 1 187 | 1 433 | 1 332 | 1 401 | 1 331 |

En 2009, la population de Kotor était estimée à 1 289 habitants.

## Culture
Le patrimoine remarquable de la ville comprend notamment :
- la cathédrale Saint-Tryphon (1166) ;
- l’église orthodoxe Saint-Luc (1195) ;
- l’église collégiale Sainte-Marie (1221) ;
- l'église orthodoxe Saint-Nicolas (1909) ;
- les fortifications de Kotor ;
- le bastion Gurdić ;
- la place d’Armes ;
- la tour-horloge (1602) ;
- le palais Bucha, du XIVe siècle ;
- les palais des Dragons, Pima et Bizanti, du XVIIe siècle ;
- la place Pjaca od Kina, qui accueille un arbre centenaire et le Musée des Chats[5] ;
- le palais Grégorien (Grgurina), du XVIIIe siècle, qui accueille le Musée maritime du Monténégro.

Kotor a servi de lieu de tournage du film L'Homme qui voulait vivre sa vie dont Romain Duris est l'acteur principal.

## Sports
La ville accueille deux clubs de water-polo qui s'illustrent au niveau européen à la fin des années 2000 : le Vaterpolo klub Primorac, vainqueur de l'Euroligue en 2009, et le Vaterpolo Akademija Cattaro, vainqueur du trophée LEN en 2010.

## Jumelages
La ville de Kotor est jumelée avec :
- Santa Barbara (États-Unis)
- Szeged (Hongrie)
- Campomarino (Italie)
- Venise (Italie)
- Nessebar (Bulgarie)
- Subotica (Serbie)
- Gornji Milanovac (Serbie)
- Stari grad (Serbie)
- Dubrovnik (Croatie)
- Trogir (Croatie)
- Split (Croatie)
- Óbidos (Portugal)
- Xi'an (Chine)
- Mostar (Bosnie-Herzégovine)
- Gaziantep (Turquie)
- Antalya (Turquie)
- Ohrid (Macédoine)
- Přerov (Tchéquie)

#### Données géographiques
- (en) Kotor